# Ивантеевская улица
Иванте́евская улица (с 12 марта 1954 года до 13 апреля 1992 года — улица Подбельского) — улица в Восточном административном округе города Москвы на территории района Богородское.

## История
Улица была образована в 1954 году и получила название у́лица Подбе́льского по нахождению на территории бывшего посёлка имени Подбельского; посёлок был построен в 1920-х годах по инициативе работников связи близ села Богородское и получил имя народного комиссара почт и телеграфа РСФСР В. Н. Подбельского (1887—1920). 13 апреля 1992 года улица получила современное название по подмосковному городу Ивантеевка в связи с расположением на северо-востоке Москвы. 
В 1990 году была открыта станция метро «Улица Подбельского» Сокольнической линии, получившая название по улице, на которой расположены выходы со станции. После переименования улицы Подбельского в Ивантеевскую улицу станция не была переименована и сохраняла название до переименования в «Бульвар Рокоссовского» 8 июля 2014 года.

## Расположение
Ивантеевская улица проходит от кадетской школы-интерната № 5 «Преображенский кадетский корпус» на юго-восток, к улице с юго-запада примыкает 1-й проезд Подбельского, далее Ивантеевская улица пересекает 3-й проезд Подбельского, тем к улице примыкают Бойцовая улица с юго-запада и 5-й проезд Подбельского с северо-востока, далее пересекает 7-й проезд Подбельского и проходит до Открытого шоссе, за которым продолжается как Тюменский проезд. Между Ивантеевской улицей, 4-м проездом Подбельского и 5-м проездом Подбельского расположен парк культуры и отдыха «Богородское». На участке от 3-го проезда Подбельского до Открытого шоссе Ивантеевская улица состоит из двух проезжих частей, разделённых бульваром (от 3-го до 5-го проезда Подбельского), автостоянкой (от 5-го до 7-го проезда Подбельского) и конечной трамвайной станцией «Станция метро „Бульвар Рокоссовского”»  (от 7-го проезда Подбельского до Открытого шоссе). Нумерация домов начинается с северо-западного конца улицы.

## Примечательные здания и сооружения
По нечётной стороне:
- № 1а — детский сад № 1040;
- № 1, корп. 1 — жилой дом, построенный в 1950 году в стиле сталинской архитектуры; формирует угол перекрёстка[7];
- № 5 — войсковая часть № 7456 ФСВНГ «Росгвардии»;
- № 5, стр. 42 — часовня во имя святого великомученика Георгия Победоносца;
- № 13, корп. 1 — Дворец культуры завода «Альфапластик»;
- № 25, корп. 1 — медицинское училище № 19;
- № 25, корп. 2 — технологический колледж № 21.

По чётной стороне:
- № 24, корп. 5 — детский сад № 564;
- № 32а — школа № 362.

## Транспорт

### Автобус
- 75: заезд от Открытого шоссе до конечной остановки «Станция метро „Бульвар Рокоссовского”» и обратно.
- 80: от 1-го проезда Подбельского до Открытого шоссе и от Открытого шоссе до 5-го проезда Подбельского, от 3-го проезда Подбельского до 1-го проезда Подбельского.
- 86: от Бойцовой улицы до Открытого шоссе и обратно.
- 265: от Бойцовой улицы до Открытого шоссе и обратно.
- 822: заезд от Открытого шоссе до конечной остановки «Станция метро „Бульвар Рокоссовского”» и обратно.

### Трамвай
- 2: от 3-го проезда Подбельского до Открытого шоссе и обратно.
- 4: от 3-го проезда Подбельского до Открытого шоссе в одну сторону.
- 7: от 3-го проезда Подбельского до Открытого шоссе и обратно.
- 46: от 3-го проезда Подбельского до Открытого шоссе и обратно.
- конечная трамвайная станция «Станция метро „Бульвар Рокоссовского”» маршрутов № 4, 7, 46: между Открытым шоссе и 7-м проездом Подбельского.

### Метро
- Станция метро «Бульвар Рокоссовского» Сокольнической линии — на пересечении с Открытым шоссе и 7-м проездом Подбельского.